# Запас гашения
Запас гашения — часть видеосигнала телевидения стандартной чёткости, не несущая информации об изображении и предохраняющая края телевизионного растра от искажения и «заворота». Запас гашения образуется за счёт длительности строчных и кадровых гасящих импульсов, превышающей длительность обратного хода строчной и кадровой развёрток. Поэтому обратный ход развёрток начинается позже начала гасящих импульсов, и заканчивается раньше их окончания. 

## Использование
В соответствии с советскими (российскими) стандартами для строчных гасящих импульсов запас гашения должен составлять 0,3 микросекунды с каждой стороны строки. Это отражается на конструкции генераторов развёрток передающих камер и телевизоров, длительность обратного хода которых подбирается меньшей, чем длительность стандартных гасящих импульсов.
Наличие запаса гашения отражается на изображении в виде тонкой чёрной рамки по краям, уменьшающей полезную площадь изображения. Для бытовых телевизоров это не имеет значения, поскольку они настроены на отображение только сюжетно важного поля и обрезают вылеты развёртки, предусмотренные для маскировки запаса гашения и других дефектов по краям телевизионного кадра.
Запас гашения унаследован со времён электронно-лучевых трубок и ненадёжных каналов передачи телевизионного сигнала. При невысоких частотно-фазовых характеристиках линии, фронты строчных гасящих импульсов не могут быть отвесными, что отражается на краях растра. Существующий запас гашения создан из расчёта максимально допустимой длительности фронтов и нестабильности генераторов развёрток. Современное цифровое телевизионное оборудование основано на других принципах развёртки, однако запас гашения необходим при передаче аналоговым способом. При оцифровке аналогового видео запас гашения уменьшает полезную площадь кадра, особенно по горизонтали и, в зависимости от стандарта разложения, из 720 отсчётов вдоль строки 16 или 18 не несут изображения. Для европейского стандарта 576i количество отсчётов строки с учётом запаса гашения принимается равным 702, а для американского 480i — 704. Стандартные соотношения сторон телевизионного кадра 4:3 и 16:9 относятся именно к области активной развёртки, образованной с учётом запаса гашения. Для всего активного кадра с длиной строки в 720 отсчётов эти параметры незначительно отличаются: 4,1:3 и 16,4:9 соответственно. Современные цифровые видеокамеры формируют изображение в пределах «полного кадра» без учёта гашения. Такой кадр обладает нестандартным соотношением сторон и в случае передачи по телевидению нуждается в подрезании. Несоблюдение этого требования некоторыми телекомпаниями, вещающими в «полный кадр» приводит к незаметному искажению пропорций изображения при его просмотре на программных медиаплеерах, однако никак не отражается при просмотре на телевизорах. Большинство профессиональных видеоредакторов автоматически добавляют чёрные поля запаса гашения в цифровое видео.